# ハニー (協同組合)
協同組合ハニーは、福井県にある食料品等の小売店経営11事業者で組織する、シジシージャパン(CGC)グループ加盟の協同組合（事業協同組合）。赤色の丸地に白抜きでアルファベットの小文字hをあしらったデザインのシンボルマークを掲げ、食料品スーパーマーケット「ハニー」を展開している。本部所在地は同県福井市。

## 沿革
- 1972年（昭和47年）2月15日 - 協同組合ハニーチェーン設立
- 1979年（昭和54年）6月 - CGCジャパンに加盟
- 1993年（平成5年）4月 - 協同組合ハニーに名称変更

## 加盟事業者
- 〔芦見屋（あしみや）グループ〕
  - 株式会社新鮮館おくえつ（大野市）
  - 株式会社新鮮館ふくい（福井市）
- 株式会社エフレ（敦賀市）
- 〔木村フーズグループ〕
  - 株式会社片町フードセンター（福井市）
  - 株式会社東部プラザ（福井市）
  - 株式会社松本フードセンター（福井市）
- 〔ながすぎグループ〕
  - 株式会社ながすぎ（鯖江市）
  - 株式会社いずもや（鯖江市）
- 株式会社中吉商店（なかきちしょうてん、勝山市）
- 株式会社富士屋（鯖江市）

### 業務提携事業者
- 株式会社コープ武生（越前市、越前たけふ農業協同組合の完全子会社）

## 展開する店舗
現行店舗についてはショップ案内を参照。
- 以下のブランドで福井県嶺北地方各市町（今立郡池田町を除く）及び同県敦賀市の11市町に計39店舗（2021年4月時点）。加盟企業は地域フランチャイズ制を採っておらず、一部の加盟企業は加盟他企業の本拠地または既出店の市へも進出している。福井市と大野市には24時間営業店舗も存在する（芦見屋グループのみ）。
- ハニー
  - 新鮮館（芦見屋）
    - 新鮮館DienStore（芦見屋）

  - 新鮮館エフレ（エフレ）
  - 食彩館（木村フーズ）
  - アレナ（中吉商店）
  - ビッグベリーマーケット（ながすぎ）
  - クランデール（富士屋）

### 業務提携店舗
- コープたけふ（コープ武生、一部の店舗はAコープ）
  - ファーマーズみどり館（コープ武生）

## その他

### コープ武生との業務提携
越前たけふ農業協同組合は、2012年2月18日、同年5月を目途に子会社のコープ武生と協同組合ハニーとの業務提携を発表。日配品などの仕入れや物流は、ハニーと統合。農産物をはじめとする仕入融通を図る。提携に伴い越前市塚町の「ハニー塚町店」（東部プラザ）を譲り受け、従来の農産物直売所「JAみどり館」を吸収する形で「コープたけふ みどり館」（現在のファーマーズみどり館）として、2012年（平成24年）8月1日にリニューアルオープン。他の同社直営スーパーマーケット3店舗（現在は2店舗）は従来の「Aコープ」ブランドのままだが、ハニーHPの店舗一覧にも掲載されている。

## 過去の関連会社・事業
- カーペンター - 株式会社富士屋が、ホームセンター部門として「カーペンター」を設立。単独店舗のほか、ハニーとの共同店舗を展開。後に単独店舗はホームセンタームサシのFC店（現在の加賀店）に、共同店舗はスーパー専営の「クランデール」にそれぞれ業態を変更した。
- サンバード - 長崎屋の衣料品店ブランド。ハニー四ツ井店（現在の食彩館 四ツ井）内にFC店舗を展開（撤退）。
- だいとら - 坂井郡三国町（現在の坂井市三国町）を拠点にしたマイカル提携事業者の中堅スーパーマーケット（廃業）。廃業した「コドーグループ」の坂井郡金津町（現在のあわら市）のスーパーマーケット店舗を継承したが、後に自己破産で廃業[4]。坂井郡春江町（現在の坂井市春江町）、芦原町（現在のあわら市）、金津町の主な旧・だいとら大型店舗（旧・サティ食品館、後の旧・ハロー食品館を含む）は、「ながすぎ」が継承（現在のビッグベリーマーケット）。
- まるまん - 福井市の精肉店を前身とするCGC加盟事業者の中堅スーパーマーケット（撤退）。最後に残った福井駅前本店（後の食市場 北の庄）は、JR福井駅高架下に2005年4月開業のプリズム福井（後のくるふ福井駅）内のプリズムスーパー（現在閉店）等との過当競争による業績悪化に伴い閉店。パルフーズ（後のFull Cast（フルキャスト）、当時のハニー加盟企業の一社）が福井駅前本店を継承後[5]、後に閉店（後述）。

### 過去の加盟事業者
- かさはらフーズ - 丹生郡越前町に所在した。2020年6月に自己破産[6]。
- Full Cast - 旧社名はパルフーズ、福井市に所在した。本社を置いていた「食市場 北の庄」を同地周辺の再開発事業に伴い2017年に閉店し建替後の再開を模索するも断念、他の店舗 (食市場 七瀬川、現在の新鮮館 大安寺) をハニー加盟企業の新鮮館ふくいへ譲渡し2021年清算結了。